# 叶利钦·特赫达
叶利钦·特赫达（西班牙語：Yeltsin Tejeda，1992年3月17日—），哥斯达黎加男子足球运动员，司职中场，2011年加入成年国家队。他曾代表哥斯达黎加参加2014年、2018年和2022年国际足联世界杯。